# 逸民
逸民（いつみん）は、社会においての人間の種類。

## 概要

### 中国
中国で使われ始めた言葉である。最初にこのような人物が出てくるのは『後漢書』に収められた『逸民列伝』である。ここでは官界や社会から逸脱した人物であるが、我が道を守り通すためや、自分の主義主張を貫き通すことが目的とされる。主君に仕えることが無く社会から逸脱している知識人である。このような思想の背景には、政治的抑圧や政局の不安定や戦乱で生命が危険にさらされていることがある。自己の倫理観からこうなっている場合もある。山野や田園で質素な生活を志している。類似した存在である隠者とは区別される。隠者は社会がどうであろうと最初から仕官を望んでいないが、逸民は社会情勢がこうであるから仕官を望まぬ状態となっている。このことから隠者よりも政治に対する関心は高いといえる。
逸民は当時の権力者に招かれても、それを良しとせず仕官していない。聖天子の尭に招かれたが応えなかった許由、周の武王に招かれたが応えなかった伯夷と叔斉、竹林の七賢、陶淵明などがいる。道家の良しとする生活に近いが、儒家でも邦に道が無ければこのような者こそ君子としたり、民の声を示す者として為政者は逸民を容認し尊重する務めがあるとする。

### 日本
夏目漱石の作品で用いられていた。『吾輩は猫である』が掲示しているのは逸民の世界である。日露戦争の真っ只中に激戦で多くが死亡している情報を受ける当時の人々が愛読していた。当時の殺伐と高揚するナショナリズムとかけ離れた呑気と滑稽さで読者を引き付けた。時代の有用者は利欲に群がり、中には人類や世界を不幸に陥れる要素を持つ。対して無用者は利欲に無頓着であるが、時代の疲弊を突いていた。たとえば逸民であった人物が母親に小学校の友人が戦死したと知らされ、世は日露戦争で若い人たちが御国のために働いているのに気楽に遊んでいると言われて落ち込んでいた時に、精神面から良くないものを見たり異変が起きて自殺の衝動に駆られる。同じく逸民であった友人も同時期に同じような死の衝動に駆られており、互いに負けぬ気になって自らの経験を披露し合うことになる。これは同時期の若者は日露戦争で戦死という悲惨な状況に置かれているのに、逸民の世界では定かでもないことから自殺を考える荒唐無稽さが当時の読者の笑いを誘った。